# 경안군
경안군 이회(慶安君 李檜, 1644년 10월 5일 ~ 1665년 9월 22일)는 조선 중기의 왕족으로, 소현세자와 민회빈 강씨의 3남이다. 본관은 전주, 이름은 회(檜), 초명은 석견(石堅)이다. 따라서 일부 문헌에서는 경안군 이석견(李石堅)으로도 부른다. 소현세자의 아들들 중 성인이 될 때까지 생존한 유일한 아들이었다.
소현세자 사후 1646년 민회빈 강씨가 인조의 수라에 독을 탔다는 혐의로 사사된 뒤, 연좌되어 제주도에서 유배생활을 하였다. 숙부 효종 즉위 후 1656년 석방되고, 1659년(효종 9년) 윤 3월 4일 복권되고 경안군에 봉작되었다. 생전 관직은 승헌대부에 이르렀고, 사후 증 현록대부에 추증되었다.

## 생애
1644년 10월 5일 심양 산해관 질관(質館)에서 태어났다. 처음 이름은 석견이었는데, 인조 재위기간 중에는 석견으로 나타난다. 아버지 소현세자가 청나라에서 귀국 후 의문의 죽음을 당하고, 어머니 민회빈 강씨는 1646년 인조의 수라에 독을 넣었다는 혐의로 사약을 받아 죽고, 이후 두 형 석철, 석린과 함께 4세의 어린 나이로 제주도에서 유배생활을 한다. 형 석철, 석린이 잇달아 죽자 인조는 1649년 3월 17일 그를 육지와 가까운 해도(海島)로 옮겨 안치하라 했으나, 명이 도착하기 전에 인조가 죽었다. 
1650년(효종 즉위년) 효종 즉위 후 제주도에서 강화도로 이배되었다가, 1656년 석방되어 귀양에서 풀려났다. 인조실록과 승정원일기에는 인조 때까지도 이름을 석견이라 했는데, 효종 때 1659년의 실록 기사에는 이름이 이회(李檜)로 나타난다. 1659년 윤 3월 4일에 소현세자의 자녀들을 봉작할 때 경안군에 봉해졌고, 승헌대부에 이르렀다. 온천에 다녀오던 중 병으로 사망하였다.
차남 임성군은 소현세자의 장남인 경선군의 뒤를 이었으나 후사가 없어 임창군의 차남 밀남군(密南君) 감(堪)이 뒤를 이었다. 임창군의 장남 밀풍군(密豊君) 탄(坦)은 이인좌의 난 때 임금으로 추대되어 난이 진압된 후 자결하였다.
최종 관직은 승헌대부 경안군이었다. 두 아들을 두었으나 둘째 아들 엽이 태어나던 그해에 사망한다. 1665년 온천에 목욕하러 갔다가 병이 나서, 그해 9월 18일 실려서 돌아온 뒤 9월 22일 갑자기 죽었다. 현종은 특별히 예장(禮葬)을 명하고, 의관(醫官) 박군(朴頵)은 그를 구호하지 못했다는 것으로 잡아다가 신문한 뒤 형장을 가하고 정배시켰다. 집안이 가난하여 장례를 치를 수 없어 현종이 배려하여 임시로 그의 자녀들에게 집을 지어주었다. 황해도 장연(長淵)에 그의 집안에게 땅을 둔전(屯田)으로 내려주었으나 후일 숙종 때 압수되었다.

### 사후
경기도 고양군 벽제면 대자2리(碧蹄面 大慈2里, 현 고양시 덕양구 대자동) 산 65-1번지 묘좌(卯坐)에 안장되었다. 후에 1723년(경종 3) 6월 5일 분성군부인 김해 허씨가 죽자 그의 묘 옆에 합장되었다. 묘비와 신도비가 세워졌는데, 신도비는 비문 판독이 불가능하다. 
1686년(숙종 12년) 5월 25일 증직으로 증 현록대부 겸 오위도총부 도총관에 추증되었다. 다른 곳에 있던 아들 임창군 내외의 묘소가 1745년 그의 묘소 근처로 이장되었다.

## 가족 관계
- 할아버지 : 인조
- 아버지 : 소현세자
- 어머니 : 민회빈 강씨
  - 형 : 증 경선군 이석철
  - 형 : 증 경완군 이석린
  - 누나 : 증 경숙군주(慶淑郡主)
  - 누나 : 경녕군주(慶寧郡主)
  - 누나 : 경순군주(慶順郡主)
- 부인 : 분성군부인 김해허씨(盆城郡夫人 金海許氏, 1645년 5월 18일 ~ 1723년 6월 5일), 사헌부장령 허확(許確)의 딸
  - 아들 : 임창군 혼(臨昌君 焜) 1663년 음력 7월 ~ 1724년 2월 29일(음력 2월 경술일)
  - 며느리 : 응천군부인 박씨(? ~ 1721년)
    - 손자 : 밀풍군 탄(密豊君 坦, 1698년 ~ 1729년)
    - 손자 : 밀남군 감(密南君 堪) , 경선군에게 출계한 임성군에게 출계
    - 손자 : 밀원군 용(密原君 墉)
    - 손자 : 밀천군 담(密川君 墰)
    - 손자 : 밀평군 집(密平君 㙫)
    - 손자 : 밀운군 훈(密雲君 壎)

  - 차남 : 임성군 엽(臨城君 熀, 1665년 ~ ?), 백부 경선군에게 출계했으나 아들 없이 요절
  - 며느리 : 익성현부인 홍씨

## 관련 작품

### 드라마
- 《추노》 (KBS, 2010년 배우:김진우)
- 《궁중잔혹사 - 꽃들의 전쟁》 (JTBC, 2013년 배우:임지한, 하예겸, 이희현)

## 같이 보기
- 경안군 및 임창군묘 - 고양시의 향토유적 제5호